# ローマ建国紀元
ローマ建国紀元（ローマけんこくきげん、ab urbe condita, AVC/AUC, a.v.c./a.u.c.）は、初代ローマ王ロームルスが古代ローマを建国したとされる、西暦換算で紀元前753年を元年（紀元）とする紀年法である。古代ローマで使われていた暦法であるローマ暦（ロームルス暦）とは異なる。
西暦2000年はAUC 2753年、東ローマ帝国が滅んだ西暦1453年はAUC 2206年となる。西暦2025年はAUC 2778年となる。

## 概要
元年は、紀元前1世紀のローマ人ウァッロによって推定された、都市国家ローマの建国年である。ローマ帝国で使われた幾つかの紀年法のうちの一つ。後に西暦など他の紀年法にとって代わられ、現代では使われていない。
伝説とウァッロの推定によれば、紀元前753年4月21日、都市国家ローマの初代ロームルス王が即位した。これを紀元とするものだが、後の計算により実際のローマ建国の年は紀元前753年ではなかったとされる。しかし、この紀年法を使う場合は紀元前753年を紀元とすることになっている。
ローマ建国紀元は、ローマ建国直後から使われていたものではなく、共和政ローマ末期に、共和政になった年を "245 ab urbe condita" と呼ぶことによって開始された。また、ウァッロよりも前はこの紀年法が使われていないことにも注意する必要がある。

## 実際のローマ建国年
具体的なローマ建国の年は、ウェッレイウス・パテルクルス（『ローマ史』VIII, 5）によれば、イーリオス陥落（紀元前1182年、推定）の437年後であり、紀元前745年となる。またローマ建国の年にローマで日食が観測されたとされており、天文学的に逆算すると、この日食は紀元前745年6月25日に起きたものであり、16時38分に欠け始め、17時28分に最大となり、18時16分に終了し、食の最大は50.3%であった。
さらに別の研究によれば、シルウィア王女がローマの初代王ロームルスとその弟レムスの双子を身篭った日は、エジプト暦で紀元前763年 Choiac 月23日（6月15日に相当）の日食の日であった。このとき、ローマ地方では午前6時49分に欠け始め、7時47分に最大となり、8時51分に終了しているはずである。食の最大は62.5%であった。エジプト暦でトートの月22日にロームルスとレムスは生まれた。トートの月は、現代の暦に直すと3月2日に始まっており、双子は現代風には紀元前762年3月22日（換算）生まれとなる。ロームルスは前述のとおり4月21日に即位し、それから2か月が経たないうちに、ローマで日食が観測された。ロームルスは54年を生き、紀元前709年7月17日（換算）、非常に大きな日食の起きた日にローマから消えた。この日の日食は、午前5時04分に始まり、6時57分に終わった。食の最大は93.7%であった。このときの日付は、ロームルス本人が制定したローマ暦（ロームルス暦）では Quintilis (7月) の7日であった（これらの日付と時刻は、ブダペストプラネタリウムの Aurel Ponori-Thewrewk 教授の計算による）。
これらの計算は、ロームルスが18歳でローマを建国したという伝承などにかみ合い、ローマ建国年は紀元前745年となる。プルタルコスが、ロームルスの統治は、37年間に渡って続き、7月5日に終わったと述べていることなどにもほぼ一致する。これらはほぼすべて、フロルス、キケロ、ディオ・カッシウス、ハリカルナッソスのディオニュシオスらの記述にほぼ一致する。また、前述の3つの日食の正確な計算から、紀元前746年から紀元前709年までの間、ローマはロムルス王によって統治されていたことも明らかである。